# Filipka
Filipka (deutsch Philippsgrund, im Volksmund der Hemmrich genannt) ist ein Ortsteil der Gemeinde Oldřichov v Hájích in Tschechien. Er liegt elf Kilometer nördlich des Stadtzentrums von Liberec im Isergebirge und gehört zum Okres Liberec.

## Geographie
Filipka befindet sich im Westen des Isergebirges zwischen den Gebirgsrücken Hejnický hřbet und Oldřichovský hřbet im engen Tal des Oldřichovský potok (Hemmricher Flössel) unterhalb des Oldřichovské sedlo (Hemmrich). Durch das Dorf führt die Bahnstrecke Liberec–Zawidów, die nördlich von Filipka den Hemmrich in einem Tunnel durchquert. In Filipka liegt die Bahnstation Oldřichov v Hájích. Nördlich erheben sich der Stržový vrch (704 m) und Kopřivník (598 m), im Osten der Poledník (864 m), südlich die Vřesoviště (662 m) und im Westen der Strmý vrch (698 m) und Špičák (724 m). Nördlich erstrecken sich Bunkerlinien des Tschechoslowakischen Walls.
Nachbarorte sind Zátiší, U Dvora und Raspenava im Norden, Lužec und Ferdinandov im Nordosten, Na Pilách und Betlém im Süden, Oldřichov v Hájích im Südwesten, Filipov und Albrechtice u Frýdlantu im Westen sowie Dětřichov im Nordwesten.

## Geschichte
Philippsgrund entstand im 18. Jahrhundert im Tal unterhalb des Hemmrich. benannt wurde das zur Herrschaft Friedland gehörige Dorf nach Philipp Josef von Gallas, dem letzten Grafen von Gallas.
Nach der Aufhebung der Patrimonialherrschaften bildete Philippsgrund ab 1850 einen Ortsteil der Gemeinde Buschullersdorf im Bezirk Friedland. 1875 wurde der Eisenbahnbau von Reichenberg nach Seidenberg vollendet und in Philippsgrund die Bahnstation Buschullersdorf errichtet. Im Jahre 1920 wurde das Dorf in den Bezirk Reichenberg umgegliedert. Nach dem Münchner Abkommen wurde Philippsgrund 1938 dem Deutschen Reich zugeschlagen und gehörte bis 1945 zum Landkreis Reichenberg. Nach dem Zweiten Weltkrieg begann die Vertreibung der deutschen Bevölkerung. Nach der Auflösung des Okres Liberec-okolí wurde der Ort 1961 dem Okres Liberec zugeordnet. 1980 erfolgte die Eingemeindung nach Mníšek und seit 1990 gehört Filipka wieder zur Gemeinde Oldřichov v Hájích. 1991 hatte der Ort 42 Einwohner. Im Jahre 2001 bestand das Dorf aus 36 Häusern, in denen 50 Menschen lebten.

## Ortsgliederung
Filipka gehört zum Katastralbezirk Oldřichov v Hájích.

## Sehenswürdigkeiten
- Naturreservat Jizerskohorské bučiny, das seit 1999 geschützte Buchenwaldgebiet auf dem Hejnický hřbet mit einer Ausdehnung von 950,93 ha umfasst in seinem westlichen Bereich auch die Gipfel Strmý vrch, Špičák und Stržový vrch.